# هيربي لويس
هيربي لويس (بالإنجليزية: Herbie Lewis)‏ هو عازف جاز أمريكي، ولد في 17 فبراير 1941 في باسادينا في الولايات المتحدة، وتوفي في 18 مايو 2007 في منيابولس في الولايات المتحدة.

## وصلات خارجية
- هيربي لويس على موقع ميوزك برينز (الإنجليزية)
- هيربي لويس على موقع أول ميوزيك (الإنجليزية)
- هيربي لويس على موقع ديسكوغز (الإنجليزية)